# 蘑菇山

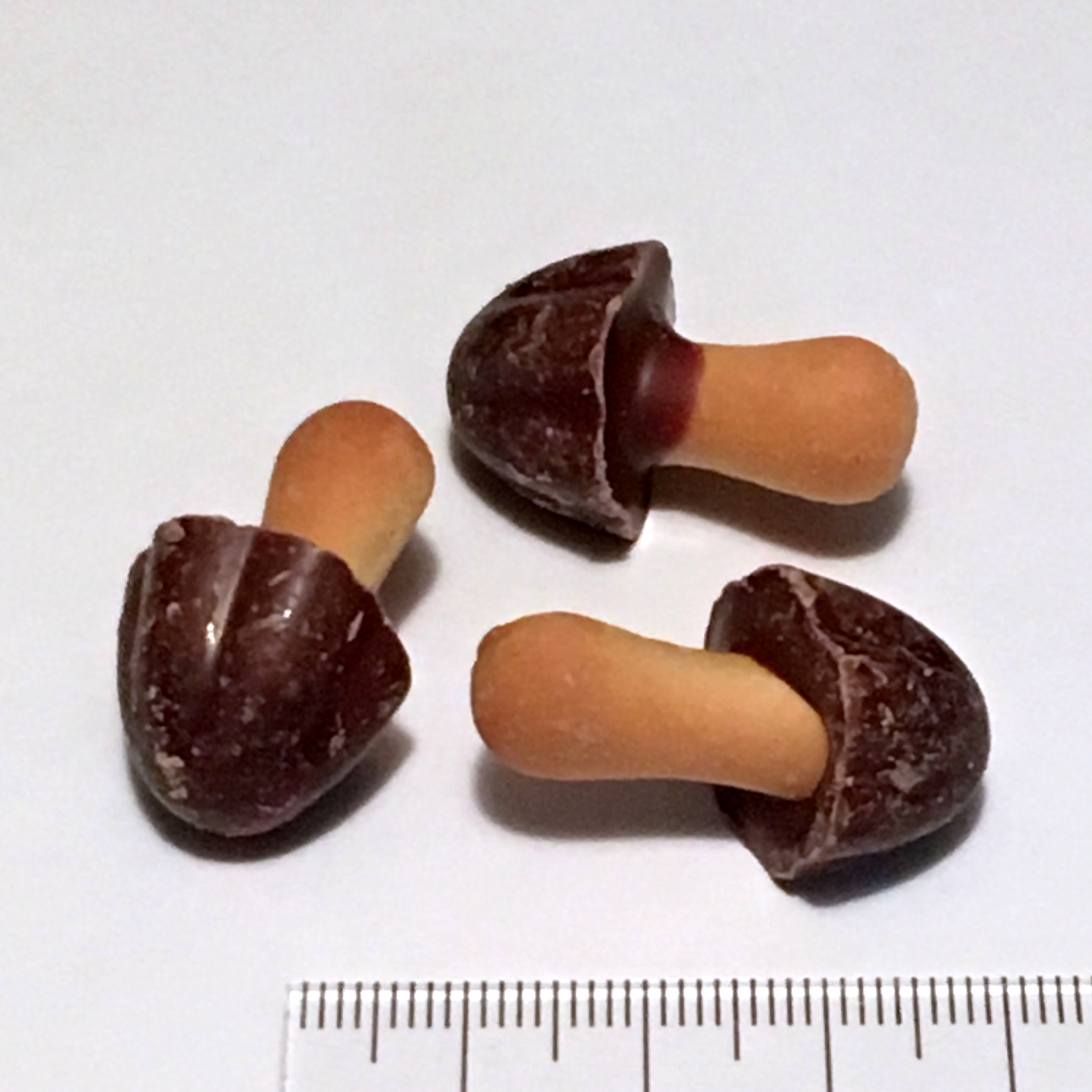
蘑菇山

蘑菇山（日语：／），是明治在1975年（昭和50年）開始製造販賣的巧克力零食。外型是長3公分的小蘑菇，以蘇打餅為莖以巧克力為傘。是「竹筍里」的姊妹產品。

## 历史

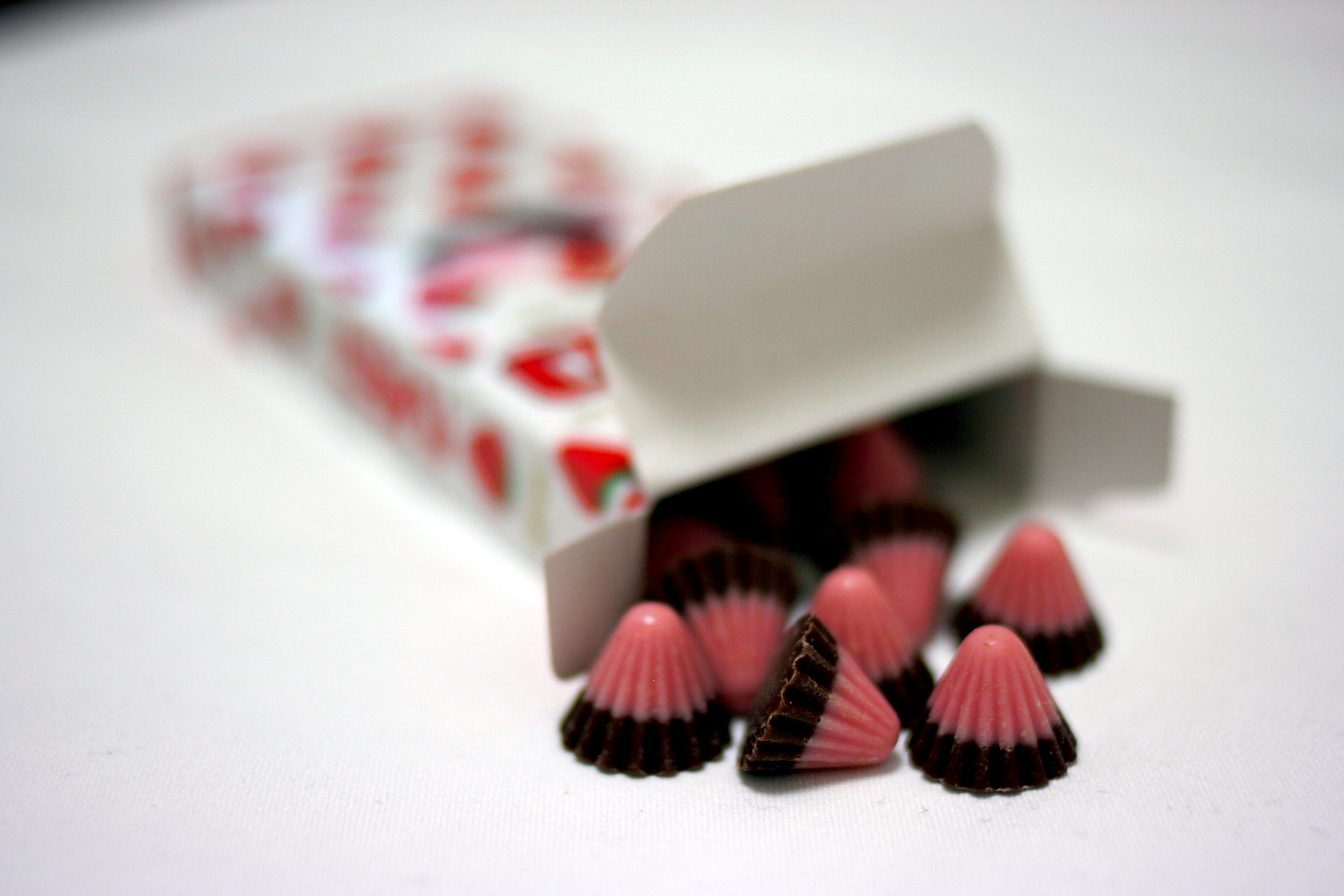
阿波罗巧克力

1969年（昭和44年），株式會社明治的大阪工廠開始生產阿波羅巧克力，但銷售並不理想。為了有效利用圓錐形的巧克力生產線，因此產生「蘑菇山」的原型。這個想法讓錐形的阿波羅巧克力看起來像把傘，並在底部插入餅乾，使其形成蘑菇狀。1970年（昭和45年），這個原型被帶到明治的研究所，該研究所正在研究阿波羅巧克力等產品的未來發展方針。但當時的巧克力產品主要是巧克力和巧克力棒（百奇）為主。蘑菇狀的奇怪造型有利有弊。
在後來5年的開發中，發現作為莖的餅乾使這款產品易於食用。重新設計了餅乾的烘烤方法，使形狀變得更加可愛。進行數百次試驗，使其變得更加美味，並反復試驗將餅乾放入巧克力的過程。
在作為新產品發佈之前，產品名稱和包裝都經過仔細的討論。當時，雖然生活逐漸西化，歐美風較為流行。然而，日本高度经济成長也漸漸穩定，消費者開始尋求天然田園的風格，因此被命名為「蘑菇山」。包裝使用了綠色和山，這些被認為不適合作為食品包裝的元素。由於這是一種前所未有的產品，在推出的前半年進行了區域性的測試銷售。
蘑菇山在1975年（昭和50年）發佈時造成一時的轟動，並打破新發售零食的銷售記錄。大阪工廠的生產線即使全線開工也無法負荷需求。四年後，姊妹產品「竹筍里」推出，開創了日本花式巧克力零食。
一般來說，糖果產品的生命週期大約是20年，就是產品推出時的兒童已經成年。20世紀90年代末，蘑菇山的銷量也逐漸下降了。然而，在2001年（平成13年），「蘑菇竹筍總選舉」的活動再次吸引人們的關注並成功提高了銷售量。此外，2003年（平成15年）以回饋投票的名義進行改良，讓原有的巧克力變成牛奶和巧克力兩層。2013年（平成25年），為了吸引除了兒童之外的消費者，推出了「成熟的蘑菇山」，在原有的基礎上減低甜味並增加重量，以維持銷售量。

## 特徴
莖為蘇打餅乾，傘為巧克力。與「竹筍里」相比，「蘑菇山」的巧克力量較多但餅乾較少。外層的盒子繪有山與農村風景，並且有「ほっとひといき」的副標題。

## 外部連結
- きのこの山・たけのこの里（明治公式サイトより） （页面存档备份，存于）
- 株式会社 明治 （页面存档备份，存于）